# روبرت كانون
روبرت كانون (بالإنجليزية: Robert Cannon)‏ هو منافس ألعاب قوى أمريكي، ولد في 9 يوليو 1958.

## وصلات خارجية
- روبرت كانون على موقع الاتحاد الدولي لألعاب القوى (الإنجليزية)
- روبرت كانون على موقع أوليمبيديا (الإنجليزية)